# Sankt Olai Sogn (Hjørring)
 For alternative betydninger, se Sankt Olai Sogn. (Se også artikler, som begynder med Sankt Olai Sogn)
Sankt Olai Sogn er et sogn i Hjørring Søndre Provsti (Aalborg Stift).
Sankt Olai Sogn og Sankt Hans Sogn, der begge hørte til Vennebjerg Herred i Hjørring Amt, var ét pastorat. De kom også til at udgøre sognekommunen Sankt Hans-Sankt Olai. Den blev ved kommunalreformen i 1970 indlemmet i Hjørring Kommune.
Efter at Bistrupkirken blev indviet i 1978, blev Bistrup Sogn udskilt fra Sankt Olai Sogn og de to andre Hjørring-sogne: Sankt Hans Sogn og Sankt Catharinæ Sogn.
I Sankt Olai Sogn ligger Sankt Olai Kirke.
I sognet findes følgende autoriserede stednavne:
- Gårestrup (bebyggelse, ejerlav)
- Højene (bebyggelse)
- Ilbro (bebyggelse)
- Skibsby (bebyggelse, ejerlav)
- Skibsby Hede (bebyggelse)
- Vangen (bebyggelse)
- Vellingshøj (bebyggelse, ejerlav)
- Vester Tirup (bebyggelse, ejerlav)
- Vinstrup (bebyggelse, ejerlav)

## Geografi
Sankt Olai Sogn består af to adskilte dele, en mindre sydøst for Hjørring by, som omgives af Ugilt Sogn og Sankt Hans Sogn samt Tårs Sogn, Vrejlev Sogn og Hæstrup Sogn i Børglum herred. Det er en jævn slette (hævet senglacial havbund), der sænker sig i østlig retning mod Uggerby Å, der danner skel til Ugilt Sogn. De ganske frugtbare jorder er næsten skovløse.
Størstedelen af sognet ligger nord for Hjørring og omgives af Bjergby Sogn, Astrup Sogn, Sankt Hans Sogn, Skallerup Sogn og Vidstrup Sogn. Størstedelen af sognet er en svagt bølget slette, hævet havbund fra senglacialtiden. Op over sletten hæver sig dog en moræneø, Vinstrup Bjerg, der når 60 meter. Jorderne veksler fra fint stenfrit ler til sand, der stedvis danner lave klitter, f.eks. ved Skajbjerg. Sådanne steder findes beplantninger med nåletræ, men ellers er der ingen skov. Gennem sognet går jernbanen Hjørring-Hirtshals (Vellingshøj Station) og motorvejen Aalborg-Hirtshals.